# 人造大理石

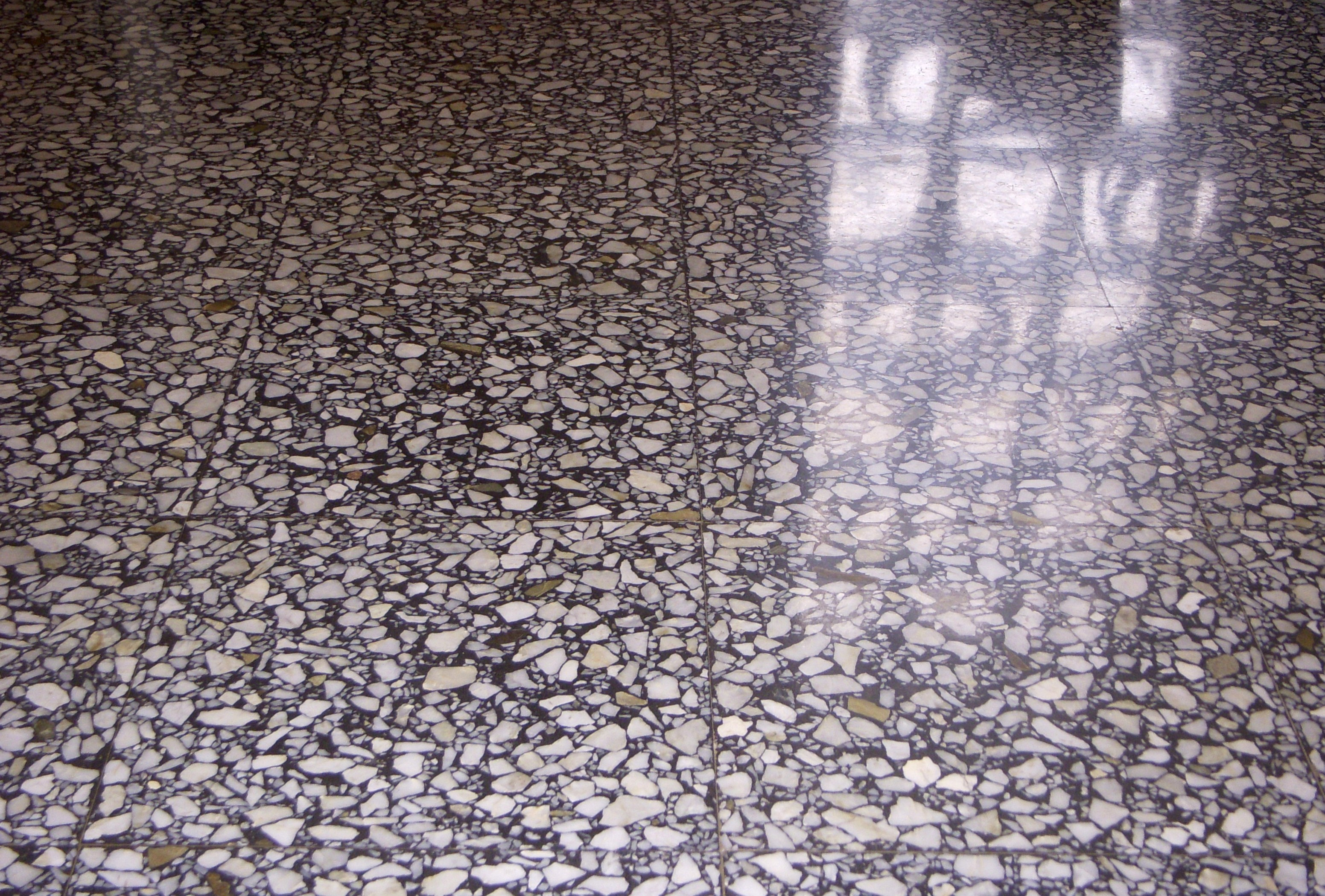
典型的な人造大理石を使った床

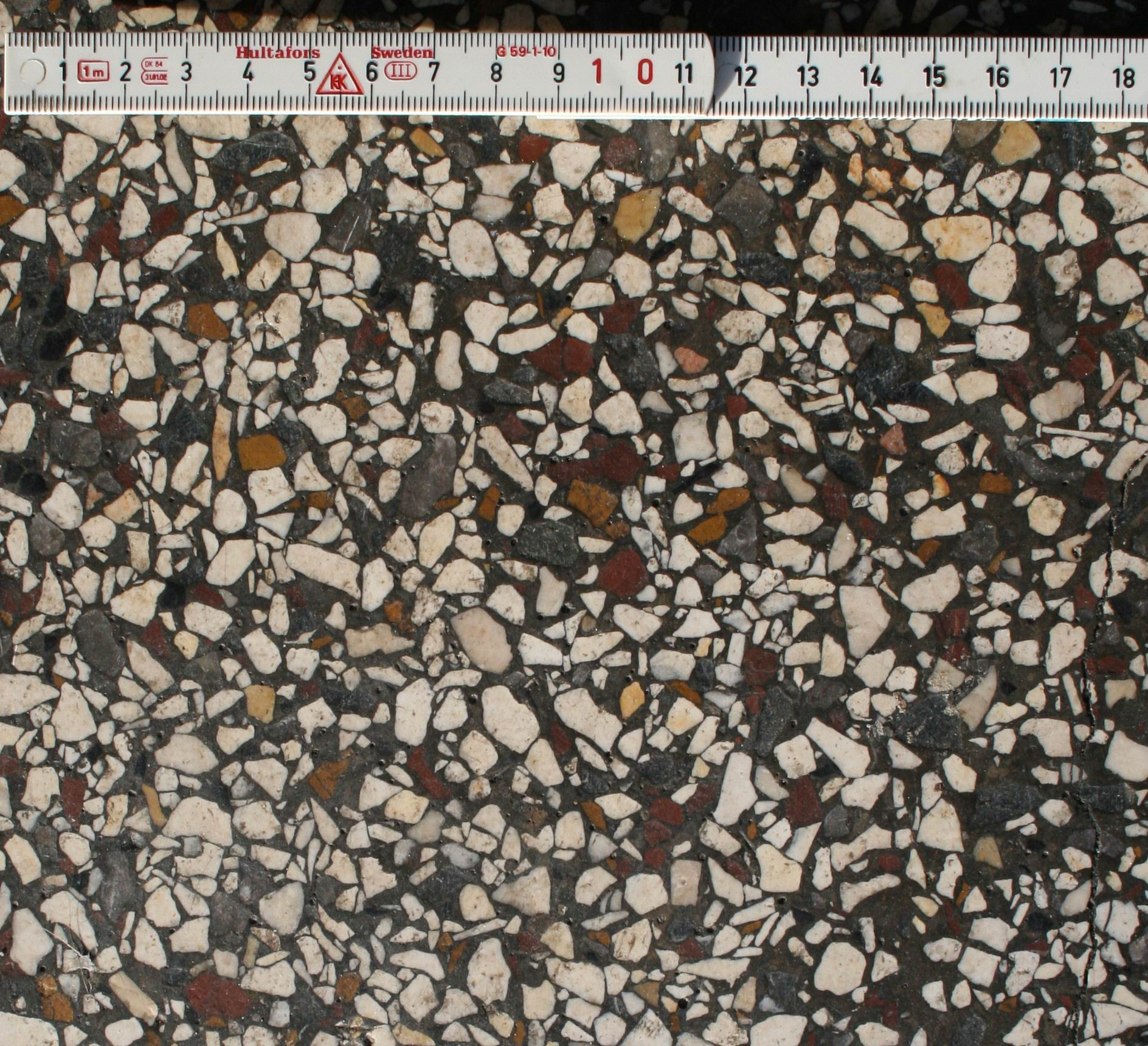
埋没された石材と間質を埋めるセメント

人造大理石（じんぞうだいりせき；テラゾーまたはテラゾ；terrazzo）は、天然の大理石などを粉砕し、セメントや樹脂で固めた半人工素材である。

## 概要

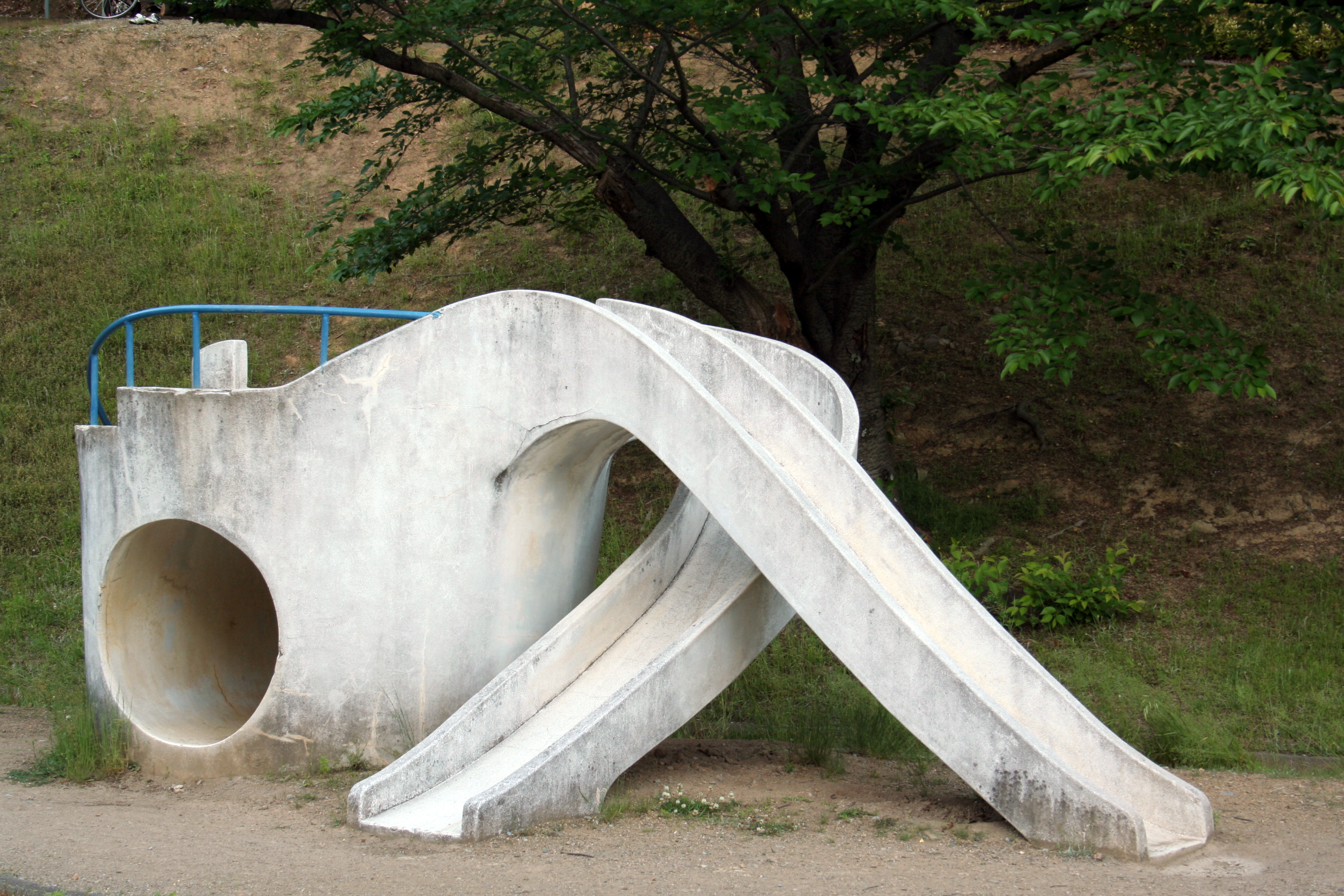
テラゾー仕上げのすべり台

外観はマーブル状で、均一な外観には出来ない。また色調も使用する石材に大きく左右される。セメントで固めたものをセメントテラゾー、樹脂で固めたものを樹脂（レジン）テラゾーと呼ぶ。コーリアンと同じようにメタクリル樹脂を使用した製品も存在する。外見から人工大理石との鑑別は容易である。人工大理石と同じように、大理石の代用品として広く使用される。仕上げに研磨作業が必要なので、浴槽などの複雑な形状には適さず、主に板状の製品が外構や壁材、床材、テーブル材等として使用される。耐久性や耐熱性は使用される素材に準じるが、高圧なプレスによる締め固めと真空引きによる水分の排除により、高強度・高耐久性のセメントテラゾーも製造されている。

## 語源
『オックスフォード英語辞典』によれば、「テラス」「バルコニー」の意のイタリア語 terazzo が語源であるという。

## 人工大理石との違い
人工大理石（じんこうだいりせき）は、アクリル樹脂やポリエステル樹脂を主成分とした人工素材で、大理石や天然石は入っていない。人造大理石とは別の製品である。